# دنی امانکوا
دنی امانکوا (انگلیسی: Danny Amankwaa؛ زادهٔ ۳۰ ژانویهٔ ۱۹۹۴) بازیکن فوتبال اهل دانمارک است که در پست وینگر بازی می‌کند. او پیش از این برای کپنهاگن، هارت آف میدلوتیان بازی کرد.
وی در تیم‌های ملی فوتبال دانمارک، زیر ۱۷ سال دانمارک، زیر ۱۸ سال دانمارک، زیر ۱۹ سال دانمارک، زیر ۲۰ سال دانمارک، و زیر ۲۱ سال دانمارک بازی کرده است.